# NA-2111
La  NA-2111  es una Carretera local perteneciente a la Red de Carreteras de Navarra que se inicia en PK 0,62 de NA-2110 y termina en Arboniés. Tiene una longitud de 0,11 kilómetros.